# Єзеро (громада)
Єзеро (серб. Општина Jезеро) — боснійська громада, розташована в регіоні Баня-Лука Республіки Сербської. Адміністративним центром є село Єзеро.